# Đới Đăng Hỷ
Đới Đăng Hỷ – wietnamski zapaśnik walczący w stylu wolnym.
Zajął 29. miejsce na mistrzostwach świata w 2001. 
Siódmy na igrzyskach azjatyckich w 1998 i 2002. Siódmy na mistrzostwach Azji w 2000. Pierwszy w Pucharze Azji i Oceanii w 1998 i drugi w 1997. Złoty medalista igrzysk Azji Południowo-Wschodniej w 2003 i 2005, srebrny w 1997. Brązowy medalista mistrzostw Azji Południowo-Wschodniej w 1997 i 1999 roku.